# Let Me Know (Kiss-låt)
"Let Me Know" är en låt av KISS från deras första platta Kiss, utgiven i februari 1974. Låten är skriven av Paul Stanley.
På demostadiet kallades "Let Me Know" för "Sunday Driver". Sunday Driver var den första låten som Stanley visade för Gene Simmons. Det var när de möttes för första gången i Simmons vän Steve Coronels hus. Stanley spelade låten för Simmons, som erkände att han var imponerad.
"Let Me Know" spelades bara live i KISS tidiga karriär på små pubar och barer. Få tillfällen på första turnén spelades den en del också. Låten finns även med på You Wanted the Best, You Got the Best!!.